# Psychomyia arefinae
Psychomyia arefinae är en nattsländeart som beskrevs av Schmid 1997. Psychomyia arefinae ingår i släktet Psychomyia och familjen tunnelnattsländor. Inga underarter finns listade i Catalogue of Life.